# Розаліївка
Розалі́ївка — село в Узинській міській громаді Білоцерківського району Київської області.

## Короткі відомості
Перша писемна згадка про село належить до 1784 року, село згадане як Розаківка. Назва села, за народним переказом, походить від імені дочок власника села пана Петровського Розалії (або дочок Рози та Лілії). 1825 року поміщик Петровський збудував у селі цегляну церкву.
Населення — 640 жителів.
Населення у різні часи: 1793—214, 1864—881, 1900—1941, 1962—1952, 1971—1528, 2001—750.
Історія.
Велике село Розаліївка, в 3-х верстах відстоїть від села Шпендівка. Вона належить разом з селом Людвинівка Тіту Олександровичу Петровському (латинського сповідання), землі в маєтку з Людвинівка нараховується 3131 десятина. Жителів обох статей в Розаліївці 881. У 1793 році в Розаліївці було 19 дворів і 214 душ обох статей. В селі в 1825 році, побудована поміщиком Петровським кам'яна церква в ім'я Покрова Пресвятої Богородиці, вважається цвинтарною. Час од часу в ній відправляються Богослужіння. Землі не має, але священик недавно призначений.
12 липня 2017 року митрополит Переяслав-Хмельницький і Білоцерківський Епіфаній в Розаліївці звершив освячення храму на честь Покрова Божої Матері.
Метричні книги, клірові відомості, сповідні розписи церкви Покрова Пресвятої Богородиці с. Розаліївка Василівської волості Васильківського пов. Київської губ. зберігаються в ЦДІАК України http://cdiak.archives.gov.ua/baza_geog_pok/church/roza_001.xml

## Джерело
- Облікова картка на сайті ВРУ[недоступне посилання з липня 2019]